# Рашид Ахмад Гангохи
Рашид Ахмад ибн Хидаят Ахмад Ансари Гангохи (1826—1905) (урду مولانا رشید احمد گنگوہی‎) — индийский исламский учёный. Один лидеров движения Деобанди, специалист по хадисам и фикху ханафитского мазхаба.
Вместе с Мухаммадом Касимом Нанаутави был учеником Мамлюка Али. Они оба изучали собрания хадисов под руководством Шаха Абдула Гани Муджаддиди, а затем стали мюридами Имдадуллаха Мухаджира Макки. Его лекции посвящённые аль-Бухари и ат-Тирмизи были записаны Мухаммадом Яхьей Кандехлеви, а затем обработаны Мухаммадом Закарией Кандехлеви и изданы в виде книг «Лами ад-Дарари ала Джами аль-Бухари» и «аль-Кавкаб ад-Дурри ала Джами ат-Тирмиди».

## Имя
В «Tazkiratur Rashid» приводится следующий вариант имени и нисбы Гангохи: «Мевляна Рашид Ахмад ибн Мевляна Хидаят Ахмад ибн Кази Пир Бакш ибн Кази Гулам Хасан ибн Кази Гулам Али ибн Кази Али Акбар ибн Кази Мухаммад Аслам аль-Ансари аль-Айюби». В биографической работе «Nuzhat al-Khawatir» приведены следующие нисбы Гангохи: аль-Ансари, аль-Ханафи, аль-Рампури и аль-Гангохи. Во вступлении к «al-Kawkab ad-Durri» он назван «Мевляна Аби Масуд Рашид Ахмад аль-Ансари аль-Айюби аль-Канкави аль-Ханафи аль-Джишти ан-Накшбанди аль-Кадири аль-Сухраварди».
Имя Гангохи — Рашид Ахмад. Абу Масуд — кунья. Род Гангохи происходит от Абу Айюба аль-Ансари — сподвижника пророка Мухаммеда, приютившего его в своём доме после приезда в Медину.

## Биография
Родился в понедельник в 6 день месяца зу-ль-када 1244 года по исламскому календарю в Гангохе. Родился он в махалле неподалёку от могилы Абдул Куддуса Гангохи.